# Dog Eat Dog
Dog Eat Dog é uma banda dos Estados Unidos originalmente de Bergen, Nova Jérsei, iniciando em 1990 como uma banda de hardcore de Nova Iorque e Nova Jérsei. Na última década, o som da banda evoluiu com a incorporação dos elementos do funk, ska e do hip hop.

## Discografia
Estúdio
- All Boro Kings (1994)
- Play Games (1996)
- Amped (1999)
- Walk With Me (2006)

Coletâneas
- In the Dog House: The Best and the Rest (2001)

EP
- Warrant (1994)